# Piotr Kielar
Piotr Kielar (ur. 13 września 1968 w Warszawie) – polski reżyser, scenarzysta, operator i aktor. 
W 1993 roku ukończył studia na Wydziale Wiedzy o Teatrze PWST w Warszawie, a potem reżyserię w PWSFTviT w Łodzi. Obecnie jest właścicielem firmy producenckiej LifeTime Productions. Współpracuje m.in. z telewizją TVP Kultura, gdzie wraz z Xawerym Żuławskim reżyseruje Strefę Alternatywną. Prezentuje w niej niezależne zespoły muzyczne, teatr i performance. 

## Filmografia
- 2008 Tysiąc zakazanych krzaków – reżyseria, produkcja
- 2005 Pajęczyna Szczęścia – reżyseria, scenariusz, zdjęcia
- 2001 Szum – reżyseria, scenariusz, zdjęcia
- 2000 Tor – reżyseria (główna nagroda „Biała Kobra” na X Festiwalu Mediów Człowiek w Zagrożeniu)
- 1997 Tata z Ameryki – reżyseria, scenariusz
- 1997 Podwójne życie Kieratówny – reżyseria, scenariusz